# Csamsil állomás
Csamsil (Jamsil) állomás a szöuli metró 2-es és 8-as vonalának egyik állomása Szöul Szongpha-ku (Songpa-gu) kerületében. A kettes vonal 1980-ban nyílt meg, a nyolcas 1996-ban.

## Viszonylatok
| 2-es vonal                                            | 2-es vonal | 2-es vonal                                                                   |
| ----------------------------------------------------- | ---------- | ---------------------------------------------------------------------------- |
| Csamsillaru (Jamsillaru) (külső oldal) Városháza felé | fő vonal   | Csamsilszene (Jamsilsaenae) (belső oldal) Cshungdzsongno (Chungjeongno) felé |
| 8-as vonal                                            |            |                                                                              |
| Mongcshonthoszong (Mongchontoseong) Amsza (Amsa) felé | 8-as vonal | Szokcshon (Seokchon) Moran felé                                              |